# 컨스피러시 (1997년 영화)
《컨스피러시》(영어: Conspiracy Theory)는 1997년 미국에서 제작된 리처드 도너 감독의 정치 액션 스릴러 영화이다. 멜 깁슨, 줄리아 로버츠 등이 출연하였고, 도너가 조엘 실버와 함께 제작하였다.
이 영화는 1억 3,700만 달러의 수익을 올렸으며, 비평가들의 평가는 엇갈렸다.

## 줄거리
뉴욕 택시 운전사이자 음모론자인 제리 플레처는 법무부 변호사 앨리스 서턴에게 끊임없이 음모론을 설파한다. 앨리스는 과거 제리가 자신을 강도에게서 구해주었던 인연 때문에 그를 적당히 상대해주지만 제리가 자신의 집을 몰래 감시하고 있다는 사실은 모른다. 한편 앨리스는 아버지의 죽음에 대한 미스터리를 풀고자 한다. 제리는 주변의 수상한 움직임을 포착하고 중앙정보국(CIA) 요원이라고 생각되는 사람들을 따라가다 붙잡혀 고문을 당하고 LSD를 주입받는다. 환각과 과거의 기억에 시달리던 제리는 간신히 탈출에 성공한다.
다시 붙잡힌 제리는 병원에 갇히지만 앨리스의 도움으로 병원에서 탈출하고, 그녀에게 음모론 관련 뉴스를 발행한다는 사실을 알린다. 앨리스가 제리의 주장이 터무니없다고 생각할 즈음 경찰 특수 기동대가 들이닥친다. 제리는 집 전체에 불을 지르고 비밀 통로를 통해 탈출한다. 앨리스는 제리의 집 아래층에서 앨리스 본인과 레이븐즈우드 발전소 굴뚝이 그려진 거대한 벽화를 보게 된다. 둘은 제리가 소방관으로 변장한 덕분에 무사히 빠져나와 앨리스의 집으로 향한다. 앨리스의 집에서 제리는 몰래 그녀를 지켜봤다는 사실을 밝히고, 앨리스는 제리를 내쫓는다. 길에서 제리는 앨리스를 감시하던 연방수사국(FBI) 요원 라우리를 발견하고 그녀를 해치지 말라고 경고한다. 이후 제리는 서점에서 작전 요원들에게 쫓기다 극장으로 숨어들어 폭탄 소동을 일으켜 탈출한다.
앨리스는 제리의 우편물 수신자들에게 연락을 취해 그들이 최근 모두 사망했으며 마지막 생존자가 조너스 박사라는 사실을 알게 된다. 조너스는 자신이 참여했던 MK울트라 계획 기술이 유출돼 이를 통해 제리가 암살자로 세뇌되었고, 제리만이 그 배후를 밝혀낼 수 있다고 말한다. 그는 또한 제리가 앨리스의 아버지를 살해했다고 주장한다. 앨리스는 제리를 찾아내겠다고 한다.
제리는 앨리스를 코네티컷주에 있는 아버지의 마구간으로 데려간다. 그곳에서 제리는 앨리스의 아버지를 죽이러 왔었지만 앨리스를 본 뒤로 죽이지 못하고 오히려 친구가 되었으며 다른 암살범이 앨리스의 아버지를 죽인 뒤로 앨리스를 지키기로 결심했다는 사실을 밝힌다. 조너스의 부하들이 제리를 사로잡고 앨리스의 상사를 살해하지만 앨리스는 탈출한다.
앨리스는 조너스를 만났던 사무실로 라우리를 데려가지만 사무실이 비어있는 것을 발견한다. 앨리스는 라우리에게 총을 겨누며 FBI 소속이 아니라 다른 기관들을 감시하는 비밀 기관 소속이라는 걸 인정하라고 종용한다. 라우리는 자신들이 조너스를 찾아내고 그의 계획 전모를 파악하기 위해 제리를 이용했으며 앨리스의 아버지를 죽게 한 것도 조너스라는 걸 시인한다.
앨리스가 레이븐즈우드 발전소 옆 정신 병원에 들어가 제리를 찾아내자마자 조너스가 나타난다. 라우리와 그의 부하들이 조너스의 부하들과 싸우는 동안 제리는 조너스를 익사시키려 하지만 조너스가 쏜 총에 맞는다. 앨리스는 바로 조너스를 총으로 쏴 죽인다. 앨리스는 제리에게 사랑한다고 고백하고 제리는 구급차에 실려간다.
시간이 흘러 앨리스는 제리의 무덤을 찾아 제리가 주었던 핀을 놓고, 다시 말을 타기 시작한다. 사실 제리는 비밀 기관에 의해 죽음이 위장된 상태로, 라우리와 함께 차 안에서 앨리스를 지켜본다. 조너스의 암살자들이 전부 잡히기 전까지 앨리스에게 연락하지 않기로 약속했기 때문이다. 앨리스는 자신이 무덤에 두었던 핀이 말 안장에 달려있는 것을 발견하고 미소를 짓는다.

## 출연
- 멜 깁슨 - 제리 플레처 역
- 줄리아 로버츠 - 앨리스 서턴 역
- 패트릭 스튜어트 - 조너스 박사 역
- 실크 코자트 - 라우리 요원 역
- 스티브 케이핸 - 윌슨 역
- 테리 알렉산더 - 플립 역
- 피트 코치 - 소방대장 역
- 딘 윈터스 - 클리트 역
- 앨릭스 맥아더 - 시닉 역
- 케네스 타이거 - 변호사 역
- 숀 패트릭 토머스 - 감시 요원 역
- J. 밀스 구들로 - 조너스의 보좌 역
- 리처드 도너 - 제리의 택시 승객 역

## 기타 제작진
- 배역: 매리언 도허티
- 미술: 폴 실버트
- 의상: 응우옌하

## 음악
이 영화의 수록곡에는 프랭키 밸리와 로린 힐이 각각 부른 두 버전의 'Can't Take My Eyes Off You'가 포함돼있다.

## 우리말 녹음
| SBS 성우진 (2001년 1월 26일) - 양지운 - 제리 플레처 (멜 깁슨) - 강희선 - 앨리스 서턴 (줄리아 로버츠) - 김현직 - 조너스 박사 (패트릭 스튜어트) - 한상덕 - 강연숙 - 조경모 - 임성표 - 김관진 - 박형욱 - 윤복성 - 원호섭 | KBS 성우진 (2014년 6월 20일) - 양지운 - 제리(멜 깁슨) - 강희선 - 앨리스(줄리아 로버츠) - 이윤선 - 윌슨(스티브 케이핸) - 이봉준 - 조너스(패트릭 스튜어트) - 김소형 - 플립(테리 알렉산더) - 사성웅 - 라우리(실크 코자트) - 은정 - 서점 직원(크리스틴 토이 존슨) - 방우호 - 조너스의 부하(J. 밀스 구들로) - 김석환 - 라디오 방송(스티브 리) - 박상훈 - 라우리의 동료 요원(존 함스) - 사문영 - 법무부 직원(색슨 트레이너) |  |